# Asszonyi László
Asszonyi László (Nagybózsva, 1882. február 18. – Pécs, 1934. június 3.) magyar színész, énekes, színházigazgató.

## Életútja
Színipályára lépett 1906-ban. 1908–1911 között Nagyváradon szerepelt. 1911–1913 között a Magyar és a Király Színházban, 1913-ban a Pesti Kabaréban lépett fel. Harcolt az első világháborúban. 1918–1919 között Pozsonyban, 1920–1921 között Szegeden játszott. 1922–1927 között Pécsen láthatta a közönség. 1923–1926 között igazgatta a pécsi társulatot. Opera- és operettbuffókat, jellemszerepeket formált meg.

## Magánélete
Neje: Erdélyi Irma, színésznő, született 1885. augusztus 25-én, Bellyén (Baranya megye). Színipályára lépett 1906-ban.

## Fontosabb szerepei
- Cunningham (Jones: Gésák)
- Gergely (Szigligeti E.: A szökött katona)
- Bagó (Kacsoh P.: János vitéz)
- Marokkó hercege (Shakespeare: A velencei kalmár)